# Gymnosporia annobonensis
Gymnosporia annobonensis är en benvedsväxtart som beskrevs av Ludwig Eduard Theodor Loesener och Mildbr. Gymnosporia annobonensis ingår i släktet Gymnosporia och familjen Celastraceae. Inga underarter finns listade.